# Dominik Zili
Dominik Zili; auch Dominik Zyli (* vor 1500 in St. Gallen; † 17. August 1542 ebenda) war ein Schweizer reformierter Geistlicher und Reformator.

## Leben

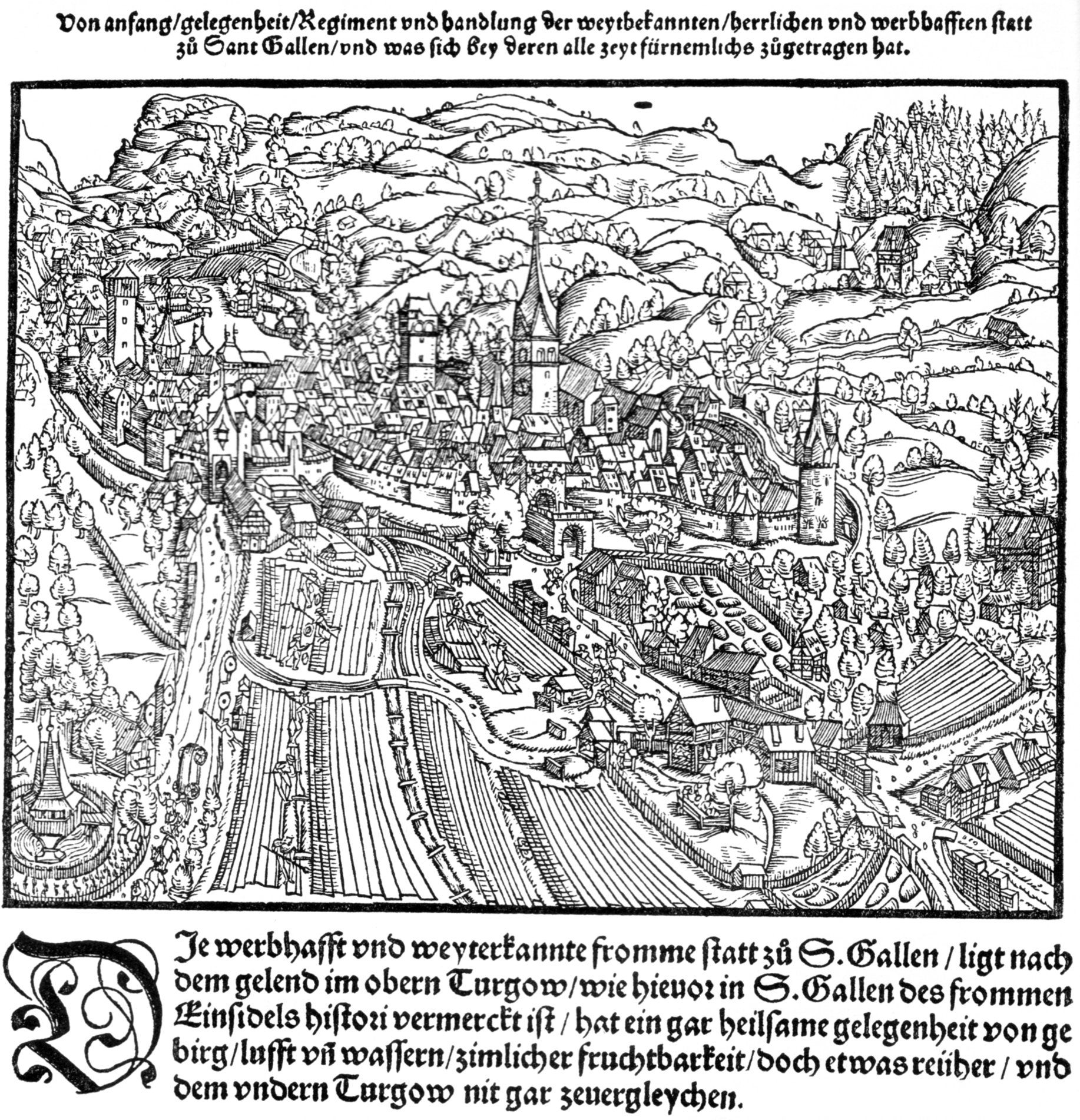
St. Gallen in der Stumpf-Chronik von 1548, Holzschnitt nach einem Bild von Hans Asper

Dominik Zili war vermutlich der uneheliche Sohn des Heinrich Zili und der Genoveva Sproll. Er studierte – ebenso wie bspw. Ludwig Hätzer – 1517 an der Universität Basel und wurde 1518 an der Universität Wien immatrikuliert; 1519 kehrte er nach St. Gallen zurück und wurde dort 1521 Schulmeister an der städtischen Lateinschule.
1525 wurde er Leser in der städtischen Pfarrkirche St. Laurentzen, in der er später auch als Pfarrer tätig war. Ab 1526 war er als Eherichter tätig, nachdem im gleichen Jahr das Ehegericht gegründet worden war.

### Reformation
Dominik Zili versuchte, gemeinsam mit Joachim Vadian, die Reformation in St. Gallen insbesondere gegen den Willen von Abt Franz von Gaisberg durchzusetzen. Nach der Einführung der Reformation wurde er 1524 Mitglied der vierköpfigen Reformationskommission, die Vorschläge zur zukünftigen Form der Gottesdienste liefern sollte. Bei der vorübergehenden Absetzung Johannes Kesslers als Gründer und Leiter der Läsinen, übernahm er dessen Aufgabe, Ergänzungen und Auslegungen zu den Predigten zu verbreiten; aufgrund des grossen Zuspruches mit mehreren hundert Zuhörern mussten diese in der Stadtkirche St. Laurentzen durchgeführt werden.
Anlässlich der Auseinandersetzungen mit der beginnenden Täuferbewegung las er am 4. Juni 1525 in St. Laurenzen vor dem Rat Zwinglis Schrift Von dem Touff. Vom widertouff. Unnd vom kindertouff.
Er trat auch als Wortführer der zwinglianischen Reformation bei Disputationen in St. Gallen, Baden, Bern und Basel auf. So wurde beispielsweise am 21. Mai 1526 in der Pfarrkirche von Baden eine öffentliche Disputation bei offenen Türen und im Beisein vieler auswärtiger und einheimischer Zuhörer abgehalten, in der auch Johannes Oekolampad, Pfarrer Jakob Imeli von Basel, Berchtold Haller, Johann Heß und Benedikt Burgauer und weitere mit dem katholischen Theologen und Gegner Martin Luthers dem Theologen Johannes Eck disputierten.
1527 wurde Zili als Pfarrer anerkannt. Am 7. März 1529 hielt er vor über 3.000 Zuhörern die erste evangelische Predigt, als die Stadt vorübergehend die Stiftskirche besetzt hatte und einen Bildersturm durchführte.
Mit seiner Forderung von Maßnahmen zur Sicherstellung der kirchlichen Ordnung und Lehre, der Kirchenzucht, setzte er sich nur teilweise durch. 1533 führte er im ersten Kirchengesangbuch, Zu Lob und Dank Gottes, der reformierten Schweiz die Traditionen des reformatorischen Liedguts durch das Sammeln von Liedtexten zusammen; das Gesangbuch wurde von Frank Jehle 2010 neu herausgegeben.
Zili war vermutlich auch der Verfasser der ersten reformierten St. Galler Liturgie. Aufgrund seiner seelsorgerischen Arbeit hatte er auch viel mit Kranken zu tun und verstarb an der Pest. Seine Bibliothek – zu Lebzeiten umfasste sie 70 Bände – wurde 1553 durch die Stadt erworben und bildet seither einen Bestandteil der Vadiana.

## Schriften (Auswahl)
- Zu Lob und Dank Gottes. St. Gallen 1533.
- Wolfgang Jufli; Joachim Vadianus; Johannes Vogler; Jakob Riner; Dominik Ziely: Mit was gründe fürnemlich Doctor Wendeli Predicant im Closter zu S. Gallen/ die leer des Euangelions von den Predicantẽ der Pfarr zů Sant Laurentzen daselbst gethon/ anzefechten vnderstanden hab. Durch samenhafften radtschlag gemelter Predicanten/ ouch durch hilff vnnd zůthůn D. Joachimen von Watt vßgangẽ zu S. Gallen vff del XI. tag erst. Herbst. im M.D. XXVI. Christoph Froschauer d. Ä., Zürich 1526.
- Andreas Althamer; Pelagius Amstein; Paul Beck; Ambrosius Blarer; Niklaus Briefer; Martin Bucer; Johann Buchstab; Benedikt Burgauer; Wolfgang Capito; Nikolaus Christen; Jakob Edlibach; Joseph Forrer; Alexius Grat; Berchtold Haller; Theobald Huter; Matthias Keßler; Walter Klarer; Franz Kolb; Johannes Lottstetter; Johannes Mannberg; Niklaus Manuel; Gilg Maurer; Johannes Ökolampadius; Konrad Sam; Daniel Schatt; Konrad Schmid; Konrad Treger; Joachim Vadian; Johannes Wächter; Jakob Würben; Dominik Ziely; Ulrich Zwingli d. Ä.: Handlung oder Acta gehaltner Disputation zu Bern(n) in uechtland. Christoph Froschauer d. Ä., Zürich 1528.
- Hierinn sind begriffen die gemainsten Psalmen, ouch andere gaistliche und in der Gschrifft gegründte Gsang, wie sy in etlichen christenlichen Gemainden, sonderlich zuo Sant Gallen, zuo Lob und Danck Gottes, gesungen werdend. Christoph Froschauer d. Ä., Zürich 1533/1534.